# Tekken 3D: Prime Edition
Tekken 3D: Prime Edition (яп. 鉄拳3D プライムエディション Тэккэн Сури: Ди: Пурайму Эдисён) — компьютерная игра в жанре файтинг, часть серии видеоигр Tekken, разработанная японскими студиями Bandai Namco Entertainment и Arika и выпущенная для портативной консоли Nintendo 3DS 14 февраля 2012 года в Соединённых Штатах Америки, спустя два дня — в Японии, а 17 и 23 февраля того же года — в Европе и Австралии, соответственно. Является второй игрой в серии, изданной для платформы компании Nintendo (после Tekken Advance). Главным образом разработкой игры была занята Arika, так как по мнению продюсера серии, Кацухиро Харады, у компании был необходимый опыт в создании игр для 3DS. В свою очередь, Bandai Namco Entertainment помогала студии предоставляя ассеты и консультируя относительно принципов работы игрового движка Tekken. 
В целом игровой процесс Tekken 3D: Prime Edition аналогичен таковому у других игр серии, в частности Tekken 6, у которой также заимствует большую часть игровых ассетов: облики персонажей, арены, музыкальное сопровождение, визуальные элементы меню. Игра поддерживает стабильную скорость в 60 кадров в секунду, в том числе при работе в режиме автостереоскопии, однако поддержка автостереоскопии отсутствует при сетевой игре. Всего в игре присутствует 41 играбельный персонаж, среди которых Хэйхати Мисима в обновлённом омоложенном облике, взятом из Tekken Tag Tournament 2. В качестве внутриигровых бонусов появилась новая функция сбора коллекционных карточек, выдаваемых в качестве награды за победу в бою — всего их 700 штук. Помимо этого в составе игры доступен анимационный фильм Tekken: Blood Vengeance, который также можно смотреть в 3D используя режим автостереоскопии Nintendo 3DS.
Главным образом проект получила смешанные отзывы игровых критиков. К плюсам Tekken 3D: Prime Edition причислялись графика, частота кадров во время игры в режиме автостереоскопии, большое количество персонажей и идеально перенесённую на 3DS игровую механику серии Tekken. Однако эти положительные стороны не помещали рецензентам отметить малое количество игровых режимов, крайне низкую реиграбельность, отсутствие кастомизации персонажей, присутствовавшей в предыдущих играх серии, а также низкое визуальное качество фильма Tekken: Blood Vengeance, ухудшившееся из-за сжатия при переносе на портативную консоль. Как следствие, многие называли Tekken 3D: Prime Edition урезанным и неполноценным портом Tekken 6.

## Игровой процесс

Армор Кинг против Фэнг Вея на арене «Bowling Rooftop Alley», добавленной специально для Tekken 3D: Prime Edition

Игровой процесс Tekken 3D: Prime Edition использует ту же механику, что и в Tekken 6, не принося никаких нововведений или изменений в существующую систему. Помимо идентичного игрового процесса, Prime Edition также заимствует у Tekken 6 большую часть игровых ассетов: облики персонажей, арены, музыкальное сопровождение, визуальные элементы меню. В игре отсутствуют типичные для серии режимы, вроде аркадного и сюжетного, где персонаж под управлением игрока проходит серию из девяти боёв, в конечном итоге сражаясь с боссом и получая за победу концовку выбранного героя. Также были убраны режимы «Time Attack» — бои на максимально возможное количество побед с ограничением по времени — и «Survival», работающий по тому же принципу, но с ограниченным невосполняемым количеством здоровья.
Вместо них были добавлены несколько новых режимов. Один из них, «Special Survival» (рус. Специальное выживание), был создан специально для Prime Edition. В нём игрок борется против любого случайного противника с одной шкалой жизней. После того, как персонаж выиграл бой, восстанавливается небольшое количество здоровья, затем бой переносится на следующий раунд. Победа в раунде с рангом «Perfect!» предоставляет игроку начинать проходить следующий раунд в режиме «Rage» (рус. Ярость), однако если игрока ранили, данный эффект исчезает. Чем быстрее игрок завершает режим, тем больше карт и бонусов дадут в конце. «Special Match» (рус. Специальные матчи) предусматривает обычный бой между игроком и противником за определённое время. После прохождения игры открываются режимы «40-Battle-Mode EX1» и «40-Battle-Mode EX2». «Quick Battle» (рус. Быстрая битва) заменяет режим «История», которые были ранее в предыдущих частях серии. Здесь игрок принимает бой у десяти персонажей. После каждого боя, игроку даются карточки с картинками. В некоторых случаях попадаются редкие коллекционные карточки. Их также можно купить в сервисе «Street Pass» за определённые очки.
В Tekken 3D: Prime Edition также представлен мультиплеер и онлайн-игра, где игрокам надо проходить режимы «Ranked match» (рус. Ранговый матч) и «Player match» (рус. Игровой матч).

### Персонажи
Все 41 персонажа из Tekken 6 вернулись в игру. В связи с тем что в 2009 году сэйю, озвучиваший Хэйхати Мисиму Дайсукэ Гори умер, по сюжету Хэйхати омолодили с помощью специальной сыворотки, как в Tekken Tag Tournament 2, потому что голос у нового сэйю гораздо моложе, чем у его предшественника. Все персонажи сохраняют свои два основных костюма из Tekken 6. Тем не менее, отсутствует кастомизация персонажа; вместо этого можно просто менять цвет одежды.
| - Алиса Босконович - Анна Уильямс - Армор Кинг II - Асука Кадзама - Роберт «Боб» Ричардс - Брайан Фьюри - Брюс Ирвин - Пэк Тусан - Ван Лянлэй - Ганрю - Джек 6 | - Джулия Чан - Дзин Кадзама - Ёсимицу - Зафина - Дьявол Дзин - Кадзуя Мисима - Кинг II - Кристи Монтейру - Крэйг Мардук - Кума II - Ларс Александерссон | - Элеонора «Лео» Клиэсен - Ли Чаолан - Лили - Лин Сяоюй - Лэй Улун - Маршалл Ло - Мигель Кабальеро Рохо - Мокудзин - Нина Уильямс - Панда - Пол Феникс | - Роджер-младший - Рэйвен - Сергей Драгунов - Стив Фокс - Фэн Вэй - Хваран - Хэйхати Мисима - Эдди Горду |

### Арены
Всего в игре 17 арен. Большинство арен позаимствовано из Tekken 6, однако в игре имеются и эксклюзивные для этой игры арены. Также была портирована одна арена из Tekken Tag Tournament 2 «Strategic Space» в игре названая как «Practice Stage» (рус. Тренировочная арена). Также по неизвестным причинам большинство арен из Tekken 6 представлены в чёрно-белом цвете.
- Azazel’s Chamber* — логово египетского демона Азазеля из Tekken 6.

- Gargoyle’s Perch* — главный зал башни Мисима Дзайбацу, где находиться трон главы компании Дзина Кадзамы.

- Hidden Retreat* — поле в Аляске. Около арены можно заметить домик на холме и деревянные качели. В отличие от оригинала арены здесь отсутствуют овцы.

- Rustic Asia* — микрорайон, скорее всего расположенный в США. Здесь живёт семейство Маршала Ло. В отличие от оригинала арены, здесь отсутствуют петухи и свиньи.

- Cemetery* *** — кладбище, где скорее всего похоронен Первый Армор Кинг. Доступна только в режиме «Special Match».

- Fiesta del Tomate* *** — фестиваль томатов, проходящий на улице в неизвестном городе в Мексике.

- Lightning Storm* *** — вертолётная площадка башни тысячелетия принадлежажей Корпорации G. Доступна только в режиме «Special Match».

- Urban War Zone* *** — город, подвергнутый массовым разрушениям. Доступна только в режиме «Special Match».

- Bowling Rooftop Alley** — крыша боулинг-клуба, очень напоминающая арену «City at Sunset» из Tekken 5 и City Lights из Tekken 5: Dark Resurrection.

- Desert Wasteland — маленький домик рядом с мельницей в пустыне, здесь живёт Мишель Чанг, это можно заметить так как дом около арены точь в точь копирует её дом, показанный в её окончаниях в Tekken и в Tekken 2.

- Lotus Hall — храм лотоса, арена наполнена множеством гигантских лотосов, китайскими фонариками и различными украшениями. На этой арене происходит финальная сотая битва в режиме Special Survival где игроку предстоит противостоять Хэйхати Мисиме, который использует Rage (рус. Ярость) в самом начале боя и до его конца, аналогично Дзину в Tekken 6. Арена финального босса режима «Special Survival» Хэйхати Мисимы.

- Wrecked Dojo — разрушенное додзё в джунглях. В бета-версии игры носила название «Abandoned Dojo» (рус. Заброщеное Додзё) и использовалась на для показания геймплея игры.

- Ancient Ruins**** — неизвестный храм, расположенный в лесу. Удивительно, но эта арена очень мала, она разделяет функцию с ареной «Temple of the Dragon».

- Cathedral**** — неизвестный храм. Музыка для этой арены является ремиксом темы одноимёной арены из Tekken 5. На одной из версий арены можно заметить портрет Хэйхати из Tekken 6.

- Temple of the Dragon**** — действие происходит в храме дракона. На этой арене очень много разных символик с изображением дракона, вплоть до статуи дракона, обвивающей всю арену. Удивительно, но эта арена очень мала, она разделяет эту функцию с ареной «Ancient Ruins».

- Zaibatsu Headquarters**** — действие происходит в штаб-квартире Мисима Дзайбацу.

- Strategic Space — действие происходит в Дубае. Арена установлена в пространстве, предположительно, в большой космической станции. Эта арена в настоящее время имеет самое большое количество переходов: на арене можно сломать стену, пол и балкон.

* — Арены, портированные из Tekken 6.

** — Мульти-арена с разрушаемыми местами.

*** — Представлены в чёрно-белом цвете.

**** — Есть 5 вариантов арены.

## Разработка

### Технические особенности
Главным условием создания Tekken на портативную консоль была обязательная гарантия что игра будет работать в 60 кадров в секунду как в режиме обычного отображения, так и в режиме автостереоскопического 3D. Это было важно по причине зависимости игрового процесса от чистоты кадров (см. Tekken (серия игр)#Игровой процесс). Харада также выражал опасения, что если частота кадров будет падать, игроки могут принять это за игровой баг и таким образом решить что игра сломана и работает не стабильно. Для того чтобы выяснить, возможно ли перенести движок Tekken на 3DS с учётом отображения стабильных 60 кадров в секунду и без существенных потерь, Харада, в период апреля-мая 2011 года, стал обращаться за консультацией к своим коллегам из других игровых компаний. Одной из таких компаний стала Arika — игровая студия, основанная выходцами из Capcom и известная прежде всего по работе над серией файтингов Street Fighter EX, объединяющей персонажей серии Street Fighter от Capcom с оригинальными персонажами разработанными в Arika. На тот момент в Arika активно занимались портированием игр с NES на 3DS в рамках проекта 3D Classics. Также Arika являлись авторами сборника мини-игр в дополненной реальности AR Games, предустановленной в Nintendo 3DS. Помимо этого в это время в компании велась работа над техническим демо собственного файтинга с персонажами из Street Fighter EX. По словам Кацухиро Харады, именно в Arika имели достаточно опыта в работе с архитектурой Nintendo 3DS и лучше всего знали платформу с точки зрения разработки, что и стало причиной по которой создатель Tekken решил обратиться к ним. В ответ в компании подтвердили что такая реализация возможна, и в качестве доказательства разработали техническое демо с движком Tekken работающим на портативной консоли Nintendo. Довольный результатом, Харада решил предоставить большую часть разработки игры в руки Arika, так как основная команда Tekken Project, как и он сам, была занята разработкой Tekken Tag Tournament 2. По этой же причине продюсером игры был назначен Кохэй Икэда, подменивший Хараду. Он присоединился к проекту в районе июля 2011 года и работал совместно с разработчиками из Arika в качестве руководителя проекта. Продюсером игры со стороны Arika выступил Итиро Михара, ранее участвовавший в разработке режиме «Tekken Force» для версии Tekken 4 для PlayStation 2. Arika стала первой и единственной на данный момент компанией, не связанной с Bandai Namco, которой была доверена разработка игры серии Tekken на аутсорс: персонал проекта снабдили всеми необходимыми исходниками и ассетами.

### Производственный процесс
Долгое время серия Tekken оставалась платформенным эксклюзивом консолей PlayStation, за исключением нескольких небольших портов на портативные консоли. Так, в 1999 году выходит Tekken Card Challenge для WonderSwan, а в 2001 происходит фактически первый релиз игры серии Tekken на консоли Nintendo — Tekken Advance для Game Boy Advance, являвшийся своеобразным портом Tekken 3 с элементами Tekken Tag Tournament. Более активно задумываться о мультиплатформенности файтинга создатели начали после выпуска Tekken 6, вышедшего не только на консолях от Sony, но и на Xbox 360 от Microsoft. Тогда Кацухиро Харада, главный продюсер и глава команды разработчиков Tekken, начал размышлять о создании игр серии для актуальных на тот момент консолей Nintendo: стационарной Wii U и портативной Nintendo 3DS. Для Wii U было решено создать порт находившегося тогда в разработке Tekken Tag Tournament 2, а для Nintendo 3DS — отдельную новую игру. Одной из причин, по которой было принято решение разработать Tekken для Nintendo 3DS, Харада называл популярность файтинга Super Smash Bros. среди самых разных категорий игроков.
Среди новых механик, добавленных в Tekken 3D: Prime Edition, была возможность сохранять определённые приёмы на дополнительные виртуальные кнопки, расположенные на нижнем сенсорном экране консоли. По словам Кацухиро Харады, эта механика предназначена для новичков и казуальных игроков, которые ещё не так хорошо знакомы с игровым процессом Tekken и не могут дать достойный отпор профессиональным игрокам. Таким образом, вместо того чтобы нажимать определённую комбинацию кнопок для выполнения приёма, игрок может ограничиться нажатием одной кнопки на сенсорной панели, что позволит ему легче делать воздушные комбо. Однако не все планируемые нововведения добрались до конечной версии: так, из-за того что больший объём игры уходил на трёхмерный фильм Tekken: Blood Vengeance и на хранение данных 41 играбельного бойца, авторам пришлось вырезать сразу несколько режимов игры. Среди них были: режим «Iron Tower Mode», в котором игроку приходилось атаковать некую «башню» Хэйхати Мисимы, а также режим «Oretetsu Mode», задействовавший камеру Nintendo 3DS — игрок мог «прикрепить» к лицу персонажа фотографию, сделанную с помощью камеры 3DS. «Oretetsu Mode», ещё до своей отмены, был продемонстрирован на E3 2011, где был показан бой Кадзуи Мисимы, с фотографией Сатору Иваты на лице, и Хэйхати Мисимы, с фотографией Кацухиро Харады. Команда разработчиков хотела привнести что-то взамен удалённых режимов, и таким образом родилась идея с внутриигровыми коллекционными карточками, представляющими из себя изображения и картинки из предыдущих игр серии, которые можно посмотреть в режиме автостереоскопии. Персонал в Arika настоял на идее включения в Tekken 3D поддержки функции StreetPass; её было решено реализовать путём создания специального режима для обмена карточками между игроками. Изначально планировалось добавить в игру 1000 таких карт, однако после возникновения проблем с объёмом игры было принято решение сократить их количество до 765 штук. В целом, по причине того что Tekken 3D рассчитывалась на несколько иную категорию игроков, нежели предыдущие части Tekken, создатели пытались сделать её более лёгкой для начинающих и казуальных игроков, добавив возможность «установить» выполнение приёма не комбинацией кнопок, а простым нажатием на одну из четырёх кнопок на сенсорном экране.
Харада признавался, что с самого начала разработки хотел добавить в игру трёхмерный анимационный фильм Tekken: Blood Vengeance. Тогда фильм выходил в кинотеатрах с эффектом 3D, что также иногда прописывалось в названии фильма. Однако команде разработчиков в Arika сообщили об этом решении не сразу — в районе июля или начала августа 2011 года. Как вспоминал Харада, персонал в Bandai Namco Entertainment знал о существовании встроенного в 3DS медиаплеера и был уверен, что с переносом фильма на портативную консоль проблем не возникнет. Однако в Arika ответили, что в плеере 3DS отсутствует встроенная поддержка субтитров, и что над этим моментом придётся работать дополнительно. При этом мысль оставить фильм без субтитров была сразу отброшена, так как игру планировалось продавать по всему миру. Ещё одна проблема с Tekken: Blood Vengeance заключалась в ограниченном объёме памяти картриджа — носителя игр на 3DS. Так как фильм хранился в формате трёхмерного видео, это дополнительно увеличивало его объём, из-за чего команде приходилось думать над тем, как уместить в один картридж и саму игру, и трёхмерный фильм. По словам Харады, разработчики из Arika были озадаченны поставленной задачей. Программисты около месяца работали над сжатием видео, чтобы обеспечить как можно лучшее качество картинки при минимально возможном конечном объёме файла. Следующей трудностью стало зависание плеера на наиболее динамичных сценах фильма. Чтобы устранить неисправность, те части фильма, на которых плеер начинал зависать, вырезались, а затем меняли их кодировку — на решение этой проблемы у команды разработчиков ушло около двух месяцев. Одним из поводов включить в состав Tekken 3D: Prime Edition анимационный фильм было желание дать возможность как можно большему количеству людей посмотреть его, таким образом потенциально повысив популярность картины, а также сделать кино приятным бонусом к самой игре.

### Дизайн персонажей
Поначалу в игру планировалось добавить только около 20 наиболее популярных персонажей серии. Однако позже в Bandai Namco Entertainment было принято решение увеличить объём играбельных бойцов до 41-го, таким образом добавив в игру весь ростер Tekken 6 (за исключением боссов NANCY-MI847J и Азазеля). Увеличение количества персонажей с 20 до 41 также как и в случае с фильмом повлияло на объём игры. Все персонажи сохранили свои старые костюмы из шестой части, кроме Хэйхати Мисимы, представшем в своём омоложенном облике из Tekken Tag Tournament 2. Причиной тому послужила смерть сэйю (японского актёра озвучки) Хэйхати Дайсукэ Гори. Голос нового сэйю, Унсё Исидзуки, был ощутимо моложе голоса своего предшественника. В связи с этим создатели решили «омолодить» Хэйхати специально для Tekken Tag Tournament 2, чтобы таким образом дать поклонникам файтинга привыкнуть к новому актёру озвучивания. Омоложенный облик персонажа также использовался в последующих играх серии — в Tekken Revolution и Tekken 7 (во флешбеках). В Tekken 3D: Prime Edition из Tekken Tag Tournament 2 разработчики перенесли не только обновлённый облик Мисимы, но и обновлённый список приёмов, в то время как остальные персонажи сохранили свои приёмы из Tekken 6.

## Продвижение

### Анонс на E3 2011
Игра была анонсирована на выставке Electronic Entertainment Expo в 2011 году. Позднее Namco Bandai Games на выставке продемонстрировал играбельную демоверсию с движком, адаптированный под Nintendo 3DS. Продюсер Кацухиро Харада заявил, что игра будет работать c частотой 60 кадров в секунду.

### Трейлер на Gamescom 2011
17 августа 2011 года был выпущен новый трейлер, в котором было представлено окончательное название игры. Было также выяснено, что игра будет включать в себя более 40 персонажей, а также фильм Tekken: Blood Vengeance. В игре также есть более 700 карт для сбора, в основном ролики из фильма, которые могут использоваться с помощью функции «Street pass». Первоначально было объявлено, что игра будет иметь похожую систему игры вдвоём, как в Tekken Tag Tournament 2, но она фактически не присутствует в игре. Кроме того, в игре не было 40 этапов, как обещали ранее.

## Восприятие
| Сводный рейтинг       | Сводный рейтинг |
| Агрегатор             | Оценка |
| --------------------- | --- |
| GameRankings          | 65,96 % |
| Metacritic            | 64/100 |
| Иноязычные издания    | |
| Издание               | Оценка |
| Eurogamer             | 7/10 |
| GameSpot              | 6,5/10 |
| GamesRadar+           | [ 20 ] |
| IGN                   | 7,5/10 |
| Nintendo Life         | [ 22 ] |
| Nintendo World Report | 4,5/10 |
| The Guardian          | [ 24 ] |
| Русскоязычные издания | |
| Издание               | Оценка |
| «Страна игр»          | 6 из 10 звёзд · 6 из 10 звёзд · 6 из 10 звёзд · 6 из 10 звёзд · 6 из 10 звёзд · 6 из 10 звёзд · 6 из 10 звёзд · 6 из 10 звёзд · 6 из 10 звёзд · 6 из 10 звёзд |

### Списки и рейтинги
Tekken 3D: Prime Edition получила в целом смешанные оценки от игровых журналистов. Рейтинг игры на агрегаторе Metacritic составил 64 балла из возможных 100 на основе 42 рецензий, 8 из которых были положительными, 31 смешанными и 3 негативными. Рейтинг на сайте GameRankings составляет 65,96 %.

### Рецензии международной прессы
Сайт Eurogamer в своём обзоре назвал Tekken 3D: Prime Edition «скелетным портом» Tekken 6 и позором всей серии.
IGN сильно хвалил визуальную часть игры и частоту кадров, но критиковал малое количество режимов игры, реиграбельность и отсутствие костюмизации.
GameSpot заявил, что игра выглядит очень хорошо, но кажется неполной.
GamesRadar оценил Tekken 3D: Prime Edition в 5 баллов из 10 возможных, хваля большое количество персонажей и графику, но критиковал отсутствия режимов.
Дмитрий Коконев из «Страны игр» в своём обзоре раскритиковал игру: «тут на десять проблемных моментов не найдется вообще ничего светлого и доброго». Он заявил, что после себя Tekken 3D оставляет ощущение халтуры и «безысходности». При этом он отметил, что игровая механика Tekken 6 была перенесена на 3DS «весьма точно», однако нуждалась в грамотной подаче. Крайне негативно было воспринято отсутствие стандартных для серии Tekken режимов игры, вроде аркадного и сюжетного, а также «Time Attack» и «Survival». Предлагаемый вместо них режим «Special Survival» он не оценил, назвав его «недоразумением», а внутриигровые бонусы в виде коллекционных карточек посчитал «идиотскими», таким образом негативно описав наполненность однопользовательских режимов игры. С другой стороны, мультиплеерная составляющая была описана как «стандартная». Коконев посчитал, что Prime Edition имел шансы стать лучшим файтингом на 3DS, однако вместо этого получился неполноценный клон Tekken 6. По мнению обозревателя, файтингу очень не хватает контента для однопользовательской игры, ибо онлайн режимы не популярны, а хороший мобильный интернет в России малодоступен, из-за чего в дороге играть с другими игроками не получится, а дома, где есть стабильный Wi-Fi, есть более выигрышная Tekken 6 на стационарных консолях. Таким образом, игрокам остаётся фильм Tekken: Blood Vengeance, качество которого на портативной консоли «оставляет желать лучшего». Дмитрий посетовал, что разработчикам стоило вырезать из конечной игры анимационный фильм и вместо него добавить больше внутриигрового контента для однопользовательских режимов игры. В конечном итоге он присвоил Tekken 3D: Prime Edition 6 баллов из 10 возможных.